# Пермский государственный институт культуры
Пе́рмский госуда́рственный институ́т культу́ры — высшее учебное заведение культурного профиля в Перми.

## История
Основан 26 марта 1975 года как Пермский институт культуры для подготовки библиотечных и клубных работников для Кировской и Пермской области, а также Удмуртской АССР и Коми АССР.
Институт менял названия с 1975 года:
1. В 1991 году переименован в Пермский государственный институт искусства и культуры (ПГИИК).
2. В 2013 году переименован в Пермскую государственную академию искусства и культуры.
3. В 2015 году переименован в Пермский государственный институт культуры.

В 2025 году коллектив Пермского государственного института культуры удостоен Благодарности Президента Российской Федерации.

## Структура
Факультет культурологии и социально-культурных технологий
Факультет культурологии был создан одновременно с образованием института в 1975 году, как факультет культурно-просветительной работы. В 1990 году факультет культурно-просветительной работы разделился на 2 факультета: культуроведения и художественно-педагогический.
- Кафедра культурологии и философии
- Кафедра социально-культурных технологий и туризма
- Кафедра библиотечных и документально-информационных технологий

В настоящее время на факультете готовят специалистов в области управления, туризма, ресторанного, гостиничного дела, арт-менеджмента, массовых коммуникаций, режиссуры, организаторов фестивалей и праздников, будущих продюсеров и менеджеров.
Факультет искусств
Факультет искусств — самый молодой в институте, он существует с 1991 года. Его создание стало ответом на острую потребность сферы профессионального искусства региона в квалифицированных кадрах с высшим образованием:
- Кафедра живописи
- Кафедра режиссуры и мастерства актёра
- Кафедра хореографии
- Кафедра режиссуры театрализованных представлений

Консерватория
Консерватория организована в 2013 году. Выпускники Консерватории успешно работают в учреждениях культуры Пермского края и за его пределами. Лучшие выпускники награждены почётными званиями, премиями за вклад в развитие культуры региона и государства.
- Кафедра оркестровых струнных и духовых инструментов
- Кафедра народных инструментов и оркестрового дирижирования
- Кафедра хорового дирижирования
- Кафедра сольного пения
- Кафедра специального фортепиано
- Кафедра теории и истории музыки

Центр непрерывного образования и повышения квалификации
Центр предоставляет программы и курсы для разных категорий слушателей: школьников, студентов и до руководителей высшего звена.
Общеинститутские кафедры
- Кафедра физической культуры
- Кафедра гуманитарных дисциплин

## Ректоры
- Зинаида Егоровна Воробьёва (1975—1996)
- Евгений Анатольевич Малянов (1996—2013)
- Людмила Ивановна Дробышева-Разумовская (с 2013)